# Combretum laurifolium
Combretum laurifolium är en tvåhjärtbladig växtart som beskrevs av Carl Friedrich Philipp von Martius. Combretum laurifolium ingår i släktet Combretum och familjen Combretaceae. Utöver nominatformen finns också underarten C. l. nitidum.